# Boscia matabelensis
Boscia matabelensis là một loài thực vật có hoa trong họ Capparaceae. Loài này được Pestal. mô tả khoa học đầu tiên năm 1898.